# Campionats del món de ciclocròs de 1977
Els Campionats del món de ciclocròs de 1977 foren la 28a edició dels mundials de la modalitat de ciclocròs i es disputaren el 30 de gener de 1977 a Hannover, Baixa Saxònia. Es disputaren dues proves masculines.

## Resultats
| Prova                   | Or                        | Or         | Plata                       | Plata | Bronze                            | Bronze   |
| Cursa elit masculina    | Albert Zweifel · Suïssa   | 1h 04' 15" | Peter Frischknecht · Suïssa | + 30" | Eric De Vlaeminck · Bèlgica       | + 1' 05" |
| Cursa amateur masculina | Robert Vermeire · Bèlgica | 56' 12"    | Ekkehard Teichreber · RFA   | + 26" | Vojtěch Červínek · Txecoslovàquia | + 26"    |

## Classificacions

### Classificació de la prova masculina elit
| Pos. | Ciclista           | País          | Temps      |
| ---- | ------------------ | ------------- | ---------- |
|      | Albert Zweifel     | Suïssa        | 1h 04' 15" |
|      | Peter Frischknecht | Suïssa        | + 30"      |
|      | Eric De Vlaeminck  | Bèlgica       | + 1' 05"   |
| 4    | Willy Lienhard     | Suïssa        | + 2' 05"   |
| 5    | Albert Van Damme   | Bèlgica       | + 2' 35"   |
| 6    | Marc De Block      | Bèlgica       | + 2' 45"   |
| 7    | Gertie Wildeboer   | Països Baixos | + 3' 05"   |
| 8    | Hermann Gretener   | Suïssa        | + 3' 15"   |
| 9    | Klaus-Peter Thaler | RFA           | + 3' 50"   |
| 10   | Richard Steiner    | Suïssa        | + 4' 00"   |

### Classificació de la prova masculina amateur
| Pos. | Ciclista            | País           | Temps    |
| ---- | ------------------- | -------------- | -------- |
|      | Robert Vermeire     | Bèlgica        | 56' 12"  |
|      | Ekkehard Teichreber | RFA            | + 26"    |
|      | Vojtěch Červínek    | Txecoslovàquia | + 26"    |
| 4    | Dieter Uebing       | RFA            | + 32"    |
| 5    | Miloš Fišera        | Txecoslovàquia | + 46"    |
| 6    | Jean-Yves Plaisance | França         | + 58"    |
| 7    | Alex Gérardin       | França         | + 58"    |
| 8    | Heinz Weis          | RFA            | + 1' 05" |
| 9    | Franco Vagneur      | Itàlia         | + 1' 15" |
| 10   | Jiří Kvapil         | Txecoslovàquia | + 1' 15" |

## Medaller
| Pos. | País           | Or | Plata | Bronze | Total |
| 1    | Suïssa         | 1  | 1     | 0      | 2     |
| 2    | Bèlgica        | 1  | 0     | 1      | 2     |
| 3    | RFA            | 0  | 1     | 0      | 1     |
| 4    | Txecoslovàquia | 0  | 0     | 1      | 1     |